# Port lotniczy Hefei Xinqiao
Port lotniczy Hefei Xinqiao (IATA: HFE, ICAO: ZSOF) – port lotniczy położony w Hefei w dzielnicy Shushan, w prowincji Anhui, w Chińskiej Republice Ludowej. Został otwarty w dniu 30 maja 2013 roku i zastąpił port lotniczy Hefei Luogang.

## Linie lotnicze i połączenia
| Linia Lotnicza            | Kierunek |
| ------------------------- | --- |
| 9 Air                     | 1. Chengdu-Tianfu 2. Guangzhou 3. Guiyang 4. Phnom Penh 5. Qinhuangdao 6. Songyuan |
| Air China                 | 1. Pekin 2. Chengdu-Shuangliu 3. Chengdu-Tianfu 4. Chongqing |
| Air Guilin                | 1. Guilin 2. Zhangjiajie |
| Beijing Capital Airlines  | 1. Changchun 2. Guiyang 3. Haikou 4. Hohhot 5. Lijiang 6. Qingdao 7. Sanya 8. Shijiazhuang |
| Chengdu Airlines          | 1. Chengdu-Tianfu 2. Dazhou 3. Guangyuan 4. Guiyang 5. Harbin 6. Luzhou 7. Qingdao 8. Xichang |
| China Eastern Airlines    | 1. Pekin-Daxing 2. Changchun 3. Chengdu-Tianfu 4. Chongqing 5. Dalian 6. Guangzhou 7. Guilin 8. Guiyang 9. Harbin 10. Hohhot 11. Hongkong 12. Hotan 13. Huizhou 14. Jieyang 15. Kunming 16. Lanzhou 17. Liuzhou 18. Makau 19. Nanning 20. Ordos 21. Osaka-Kansai 22. Qingdao 23. Qionghai 24. Quanzhou 25. Szanghaj-Pudong 26. Shenyang 27. Singapur 28. Taiyuan 29. Urumczi 30. Weihai 31. Xiamen 32. Xi’an 33. Xining 34. Xishuangbanna 35. Yantai 36. Yinchuan 37. Zhanjiang |
| China Southern Airlines   | 1. Guangzhou 2. Harbin 3. Shenzhen 4. Urumczi 5. Xi’an 6. Zhuhai |
| Colorful Guizhou Airlines | 1. Guiyang 2. Zunyi |
| Donghai Airlines          | 1. Longnan 2. Zhuhai |
| GX Airlines               | 1. Haikou 2. Nanchong |
| Hainan Airlines           | 1. Changchun 2. Dalian 3. Guangzhou 4. Guilin 5. Haikou 6. Sanya 7. Shenyang 8. Taiyuan 9. Xiamen 10. Zhuhai |
| Juneyao Airlines          | 1. Harbin 2. Huizhou |
| Korean Air                | 1. Seul-Inczon |
| LJ Air                    | 1. Harbin 2. Zhuhai |
| Lucky Air                 | 1. Ganzhou 2. Kunming |
| Okay Airways              | 1. Kunming 2. Nanning 3. Tiencin |
| Qingdao Airlines          | 1. Lijiang 2. Qingdao |
| Shandong Airlines         | 1. Chongqing 2. Guilin 3. Guiyang 4. Qingdao 5. Xiamen 6. Yantai 7. Yinchuan |
| Shenzhen Airlines         | 1. Changchun 2. Chengdu-Tianfu 3. Guangzhou 4. Guiyang 5. Huizhou 6. Lanzhou 7. Mianyang 8. Nanning 9. Quanzhou 10. Shenyang 11. Shenzhen 12. Taiyuan 13. Yibin |
| Sichuan Airlines          | 1. Chengdu-Shuangliu 2. Chengdu-Tianfu 3. Chongqing 4. Guiyang 5. Harbin 6. Kunming |
| Spring Airlines           | 1. Beihai 2. Jieyang 3. Lanzhou 4. Shenyang 5. Yinchuan |
| Thai Lion Air             | 1. Bangkok-Don Muang 2. Phuket |
| Thai VietJet Air          | 1. Bangkok-Suvarnabhumi |
| Tianjin Airlines          | 1. Hohhot |
| Tibet Airlines            | 1. Chengdu-Shuangliu |
| VietJet Air               | 1. Nha Trang |
| Vietnam Airlines          | 1. Nha Trang |
| West Air                  | 1. Bangkok-Suvarnabhumi 2. Chengdu-Tianfu 3. Chongqing 4. Guilin 5. Guiyang 6. Haikou 7. Hulun Buir 8. Hohhot 9. Jinggangshan 10. Kunming 11. Lanzhou 12. Lhasa 13. Lijiang 14. Luzhou 15. Nanning 16. Shenzhen 17. Turfan 18. Wanzhou 19. Xishuangbanna 20. Zhuhai |
| Xiamen Air                | 1. Hohhot 2. Quanzhou 3. Xiamen 4. Yuncheng |